# Massachusetts (zaljev)
Zaljev Massachusetts (engleski: Massachusetts Bay)  je veliki zaljev na sjeveroistočnoj obali Sjedinjenih Američkih Država dio Atlantskog oceana, u američkoj saveznoj državi - Massachusetts kod grada Bostona.

## Zemljopisne karakteristike
Zaljev se proteže na jug nekih 100 km od Rta Ann do Rta Cod u Massachusettsu, u njemu se nalazi čitav niz manjih zaljeva: Nahant, Bostonska luka, Plymouth, Cod, Gloucester i Salem.
Krajem 1620., engleski vjerski nezadovoljnici iskrcali su se u Zaljevu Cod i osnovali Koloniju Plymouth, koja se razlikovala od kasnije osnovanih puritanskih kolonija oko Bostona (Kolonija Zaljeva Massachusetts), na kraju su se 1691. sve te kolonije udružile
Uz zaljev leže brojna brodogradilišta i industrijski pogoni, koji su uglavnom koncentirani oko Bostona. Zaljev je gusto naseljen, ali je Rt Cod turistička oaza, rivijera sjeveroistočne obale Atlantika, na kom se nalazi Nacionalni park (Cape Cod National Seashore) osnovan 1961.

## Vanjske poveznice
- Massachusetts Bay na portalu Encyclopædia Britannica (engl.)